# يالي (ميثولوجيا)

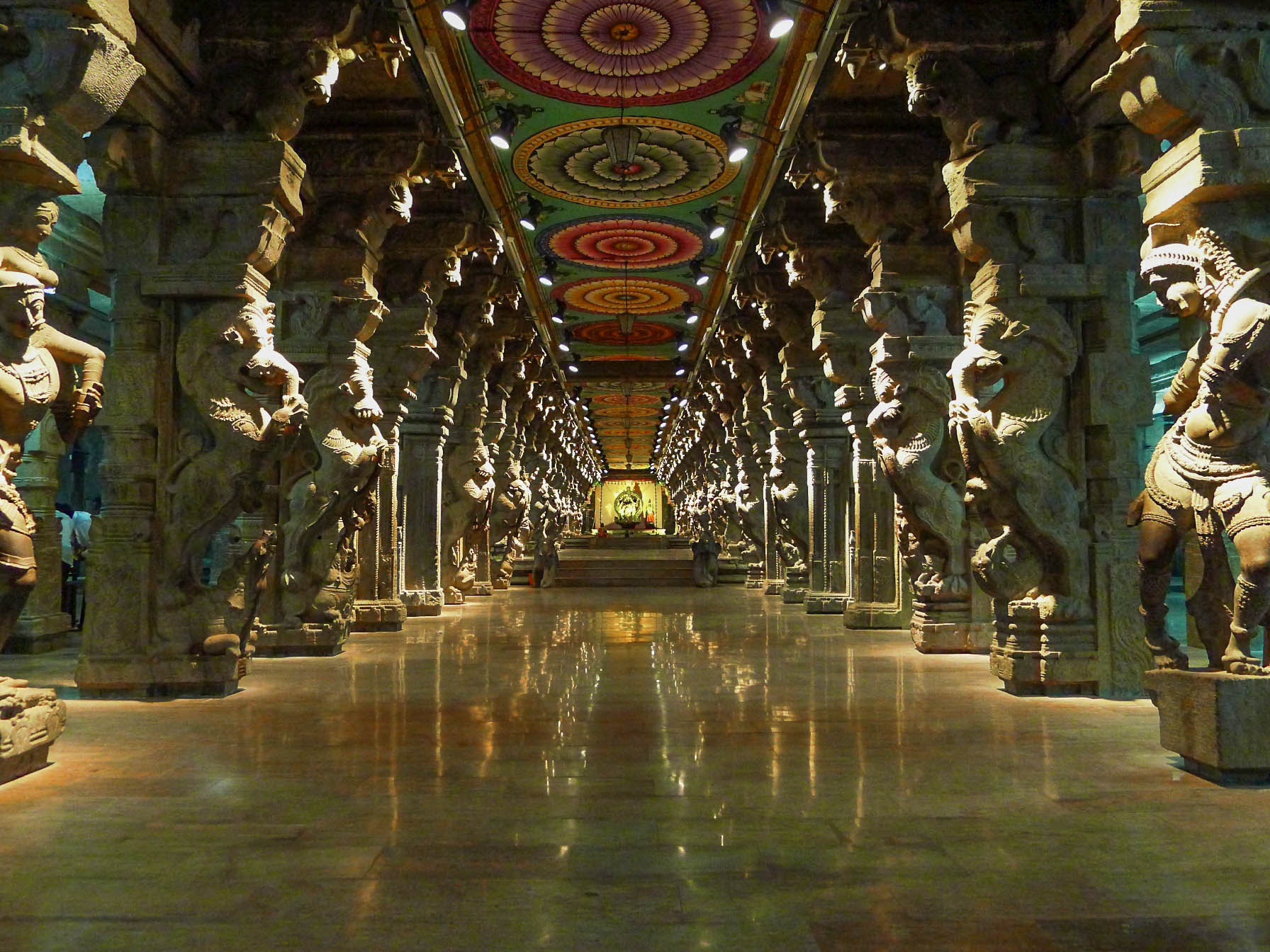
يالي على أعمدة في معبد مادوراي ميناكشي عمان

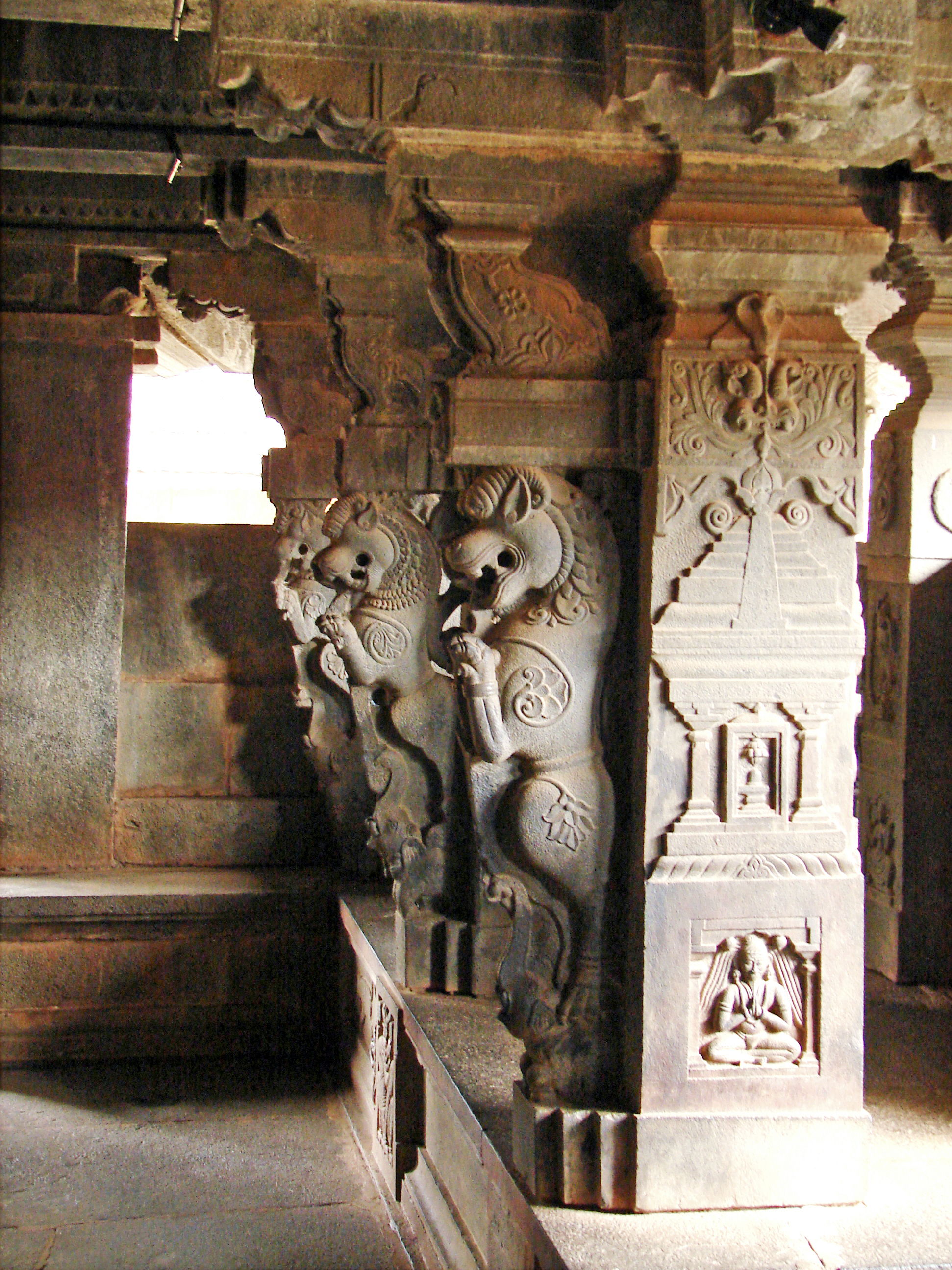
أعمدة يالي، معبد راميشوارا، كيلادي ، منطقة شيفاموجا ، ولاية كارناتاكا، الهند

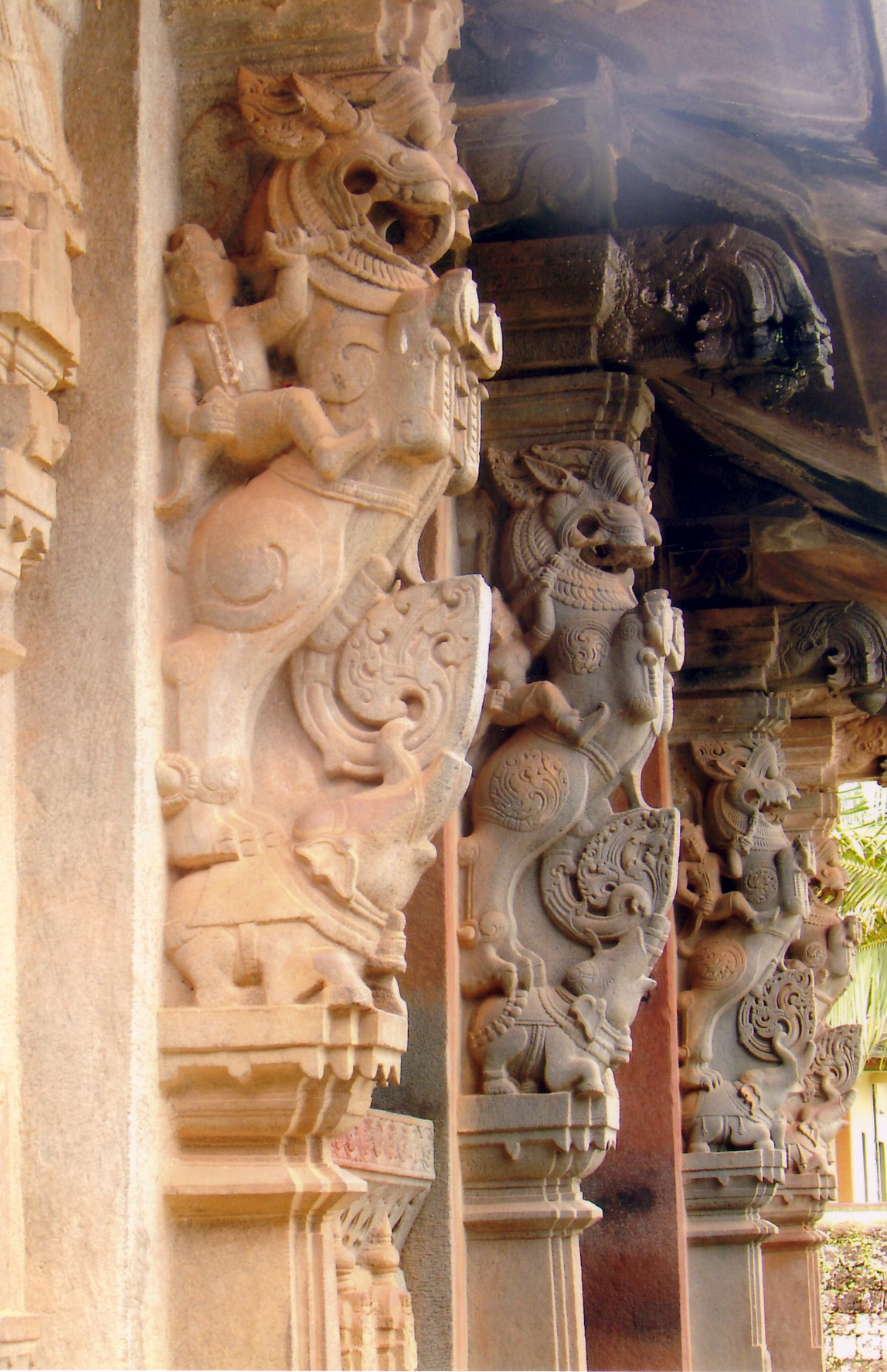
يالي في معبد أغوريسوارا، إيكيري ، منطقة شيفاموجا، ولاية كارناتاكا، الهند

يالي ،  يُطلق عليه أيضًا فيالا،  هو مخلوق أسطوري هندوسي ، برأس وجسم أسد، وجذع وأنياب فيل، وأحيانًا يحمل ملامح فرسي. 
منحوتات هذا المخلوق تتمثيل في العديد من معابد جنوب الهند ، حيث ما يتم نحته على الأعمدة.  توجد اختلافات عديدة في المخلوق، حيث يمتلك زوائد حيوانات أخرى. وقد تم وصفه أحيانًا على أنه ليوغرافي (جزء من أسد وجزء من غريفين )،  مع بعض السمات الشبيهة بالطيور، مع جذع يشار إليه باسم خرطوم . 
 

## أنظر أيضا
- غاندابيروندا
- براتيانجيرا
- شربها
- جاجاسيمها

## روابط خارجية
- الصور والأعمال في سارابيسفارا
- الفن الآسيوي - يالي، سريلانكا